# Петухи (Арбажский район)
Петухи — опустевшая деревня в Арбажском районе Кировской области. 

## География
Находится на расстоянии примерно 6 километров по прямой на север-северо-восток от районного центра поселка Арбаж.

## История
Известна в 1764 году как починок Петуховвский с 36 жителями. В 1873 году здесь (деревня Петуховская) было учтено дворов 35 и 291, в 1905 (снова починок) 55 и 416, в 1926 в деревне было дворов 79 и жителей 509, в 1950 59 и 199. В 1989 году проживало 7 постоянных жителей. До января 2021 года входила в состав Арбажского городского поселения до его упразднения.

## Население
Постоянное население составляло 5 человек (русские 100%) в 2002 году, 0 в 2010.